# Miss Monde 2006
Miss Monde 2006, est la 56e élection de Miss Monde, qui s'est déroulée au Palais de la Culture et de la Science de Varsovie, en Pologne le 30 septembre 2006. 
La Pologne organise le concours pour la première fois. C'est la première fois que le concours a eu lieu dans une autre ville européenne que Londres. 
La Varsovie est la première ville d'Europe de l'Est ex-communiste à accueillir le concours Miss Monde.
104 pays et territoires ont participé à l'élection. Elles ont été placées en six groupes régionaux : Afrique, Amérique, Asie-Pacifique, Caraïbes, Europe du Nord et Europe du Sud. 
La gagnante est la Tchèque Taťána Kuchařová, Miss République tchèque 2006 succédant à l'Islandaise Unnur Birna Vilhjálmsdóttir, Miss Monde 2005, et devenant ainsi la première Miss République tchèque et la première tchèque de l'histoire à remporter le titre. C'est la deuxième année consécutive qu'une Européenne remporte le titre.

## Résultats
| Résultat Final  | Candidates |
| --------------- | --- |
| Miss Monde 2006 | - République tchèque - Taťána Kuchařová |
| 1re dauphine    | - Roumanie - Ioana Boitor |
| 2e dauphine     | - Australie - Sabrina Houssami |
| Top 6           | - Angola - Stiviandra Oliveira - Brésil - Jane Borges - Jamaïque - Sara Lawrence |
| Top 17          | - Canada - Malgosia Majewska - Écosse - Nicola McLean - Ghana - Lamisi Mbillah - Inde - Natasha Suri - Irlande du Nord - Catherine Milligan - Liban - Annabella Hilal - Mexique - Karla Jiménez - Namibie - Anna Nashandi - Porto Rico - Thebyam Carrión - Venezuela - Federica Guzmán - Viêt Nam - Mai Phương Thúy |

## Reines de beauté des continents
| Continent      | Candidate                             |
| -------------- | ------------------------------------- |
| Afrique        | Angola - Stiviandra Oliveira          |
| Amérique       | Brésil - Jane Borges                  |
| Asie & Océanie | Australie - Sabrina Houssami          |
| Caraïbes       | Jamaïque - Sara Lawrence              |
| Europe du Nord | République tchèque - Taťána Kuchařová |
| Europe du Sud  | Roumanie - Ioana Boitor               |

## Candidates
- Miss Monde 2006
- 1re dauphine
- 2e dauphine
- Top 6 (de la 4e à la 6e place)
- Top 17 (de la 7e à la 17e place)
- De la 18e à la 104e place
- Pays n'ayant pas participé

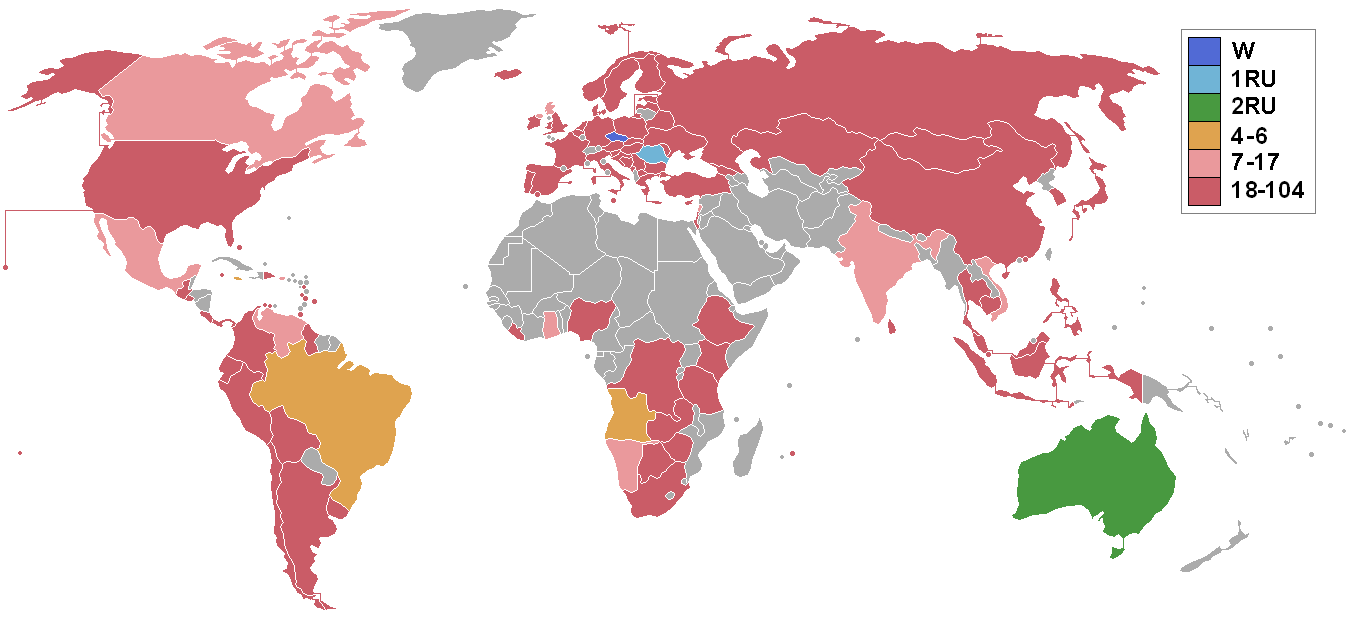
Pays représentés au concours de Miss Monde 2006 :
Miss Monde 2006
1re dauphine
2e dauphine
Top 6 (de la 4e à la 6e place)
Top 17 (de la 7e à la 17e place)
De la 18e à la place
Pays n'ayant pas participé

104 candidates ont concouru pour le titre de Miss Monde 2006 :
| Pays/Territoire représenté       | Nom                     | Âge    | Taille (cm) | Résidence              | Continent/Région |
| -------------------------------- | ----------------------- | ------ | ----------- | ---------------------- | ---------------- |
| Afrique du Sud                   | Nokuthula Sithole       | 22 ans | 1,73 m      |                        | Afrique          |
| Allemagne                        | Edita Orascanin         | 17 ans | 1,81 m      | Dortmund               | Europe du Nord   |
| Angleterre                       | Eleanor Glynn           | 20 ans | 1,75 m      | Oxford                 | Europe du Nord   |
| Angola                           | Stiviandra Oliveira     | 18 ans | 1,75 m      | Huíla                  | Afrique          |
| Argentine                        | Beatriz Vallejos        | 19 ans | 1,74 m      | Corrientes             | Amérique         |
| Aruba                            | Shanandoa Wijshijer     | 19 ans | 1,74 m      | Santa Cruz             | Caraïbes         |
| Australie                        | Sabrina Houssami        | 20 ans | 1,72 m      | Sydney                 | Asie-Pacifique   |
| Autriche                         | Tatjana Batinic         | 20 ans | 1,77 m      | Vienne                 | Europe du Nord   |
| Bahamas                          | Deandrea Conliffe       | 24 ans | 1,78 m      | New Providence         | Caraïbes         |
| Barbade                          | Latoya McDowald         | 17 ans | 1,80 m      | Saint Thomas           | Caraïbes         |
| Belgique                         | Virginie Claes          | 23 ans | 1,70 m      | Hasselt                | Europe du Nord   |
| Biélorussie                      | Katsiaryna Litvinava    | 22 ans | 1,75 m      | Mogilev                | Europe du Nord   |
| Bolivie                          | Ana Maria Ortiz         | 17 ans | 1,80 m      | Béni                   | Amérique         |
| Bosnie-Herzégovine               | Azra Gazdić             | 17 ans | 1,74 m      | Tuzla                  | Europe du Sud    |
| Botswana                         | Lorato Tebogo           | 21 ans | 1,62 m      | Manyana                | Afrique          |
| Brésil                           | Jane Borges             | 21 ans | 1,80 m      | Goiania                | Amérique         |
| Bulgarie                         | Slavena Vatova          | 17 ans | 1,77 m      | Sofia                  | Europe du Sud    |
| Cambodge                         | Sun Srey Mom            | 23 ans | 1,73 m      | Kompong Cham           | Asie-Pacifique   |
| Canada                           | Malgosia Majewska       | 24 ans | 1,81 m      | Brampton               | Amérique         |
| Chili                            | Constanza Silva         | 18 ans | 1,74 m      | Santiago               | Amérique         |
| Chine                            | Duo Liu                 | 24 ans | 1,78 m      | Pékin                  | Asie-Pacifique   |
| Chypre                           | Eli Manoli              | 18 ans | 1,69 m      | Nicosie                | Europe du Sud    |
| Colombie                         | Elizabeth Loaiza        | 18 ans | 1,74 m      | Cali                   | Amérique         |
| Corée                            | Sharon Park             | 21 ans | 1,78 m      | Icheon                 | Asie-Pacifique   |
| Costa Rica                       | Belgica Arias           | 22 ans | 1,76 m      | Guayabo                | Amérique         |
| Croatie                          | Ivana Ergić             | 19 ans | 1,73 m      | Sibenik                | Europe du Sud    |
| Curaçao                          | Fyrena Martha           | 20 ans | 1,75 m      | Willemstad             | Caraïbes         |
| Danemark                         | Sandra Spohr            | 19 ans | 1,74 m      | Allerød                | Europe du Nord   |
| Écosse                           | Nicola McLean           | 22 ans | 1,80 m      | Hamilton               | Europe du Nord   |
| Équateur                         | Rebeca Flores           | 23 ans | 1,72 m      | Cuenca                 | Amérique         |
| Espagne                          | Inmaculada Torres       | 24 ans | 1,80 m      | Alicante               | Europe du Sud    |
| Estonie                          | Leisi Poldsam           | 19 ans | 1,75 m      | Tartu                  | Europe du Nord   |
| Éthiopie                         | Amleset Muchie          | 19 ans | 1,71 m      | Addis Ababa            | Afrique          |
| Finlande                         | Jenniina Tuokko         | 17 ans | 1,72 m      | Nousiainen             | Europe du Nord   |
| France                           | Laura Fasquel           | 19 ans | 1,74 m      | Toulouse               | Europe du Sud    |
| Géorgie                          | Nino Kalandaze          | 17 ans | 1,80 m      | Tbilisi                | Europe du Sud    |
| Ghana                            | Lamisi Mbillah          | 23 ans | 1,74 m      | Nairobi                | Afrique          |
| Gibraltar                        | Hayley O'Brien          | 20 ans | 1,67 m      | Gibraltar              | Europe du Sud    |
| Grèce                            | Irene Karra             | 20 ans | 1,76 m      | Karditsa               | Europe du Sud    |
| Guadeloupe                       | Caroline Beavis         | 21 ans | 1,80 m      | Guadeloupe             | Caraïbes         |
| Guatemala                        | Jackeline Piccinini     | 22 ans | 1,75 m      | Mazatenango            | Amérique         |
| Guyana                           | Dessia Braithwaite      | 24 ans | 1,75 m      | Georgetown             | Amérique         |
| Hong Kong                        | Janet Ka Wai Chow       | 23 ans | 1,65 m      | Hong Kong              | Asie-Pacifique   |
| Îles Caïmans                     | Ambuyah Ebanks          | 21 ans | 1,83 m      | Grand Cayman           | Caraïbes         |
| Inde                             | Natasha Suri            | 21 ans | 1,72 m      | Mumbai                 | Asie-Pacifique   |
| Indonésie                        | Kristania Besouw        | 21 ans | 1,72 m      | Manado                 | Asie-Pacifique   |
| Irlande                          | Sara Morrissey          | 24 ans | 1,73 m      | Dublin                 | Europe du Nord   |
| Irlande du Nord                  | Catherine Jean Milligan | 19 ans | 1,76 m      | Newtownards            | Europe du Nord   |
| Islande                          | Asdis Hallgrimsdottir   | 19 ans | 1,71 m      | Ísafjörður             | Europe du Nord   |
| Israël                           | Yael Nizri              | 18 ans | 1,70 m      | Kiryat Shmona          | Europe du Sud    |
| Italie                           | Elizaveta Migatcheva    | 17 ans | 1,77 m      | Rome                   | Europe du Sud    |
| Jamaïque                         | Sara Lawrence           | 21 ans | 1,74 m      | Kingston               | Caraïbes         |
| Japon                            | Kazuha Kondo            | 21 ans | 1,72 m      | Tochigi                | Asie-Pacifique   |
| Kazakhstan                       | Sabina Chukayeva        | 18 ans | 1,78 m      | Karaganda              | Europe du Nord   |
| Kenya                            | Khadijah Kiptoo         | 21 ans | 1,71 m      | Nairobi                | Afrique          |
| Lettonie                         | Liga Meinarte           | 24 ans | 1,80 m      | Talsi                  | Europe du Nord   |
| Liban                            | Annabella Hilal         | 20 ans | 1,79 m      | Ain El Remmaneh        | Europe du Sud    |
| Liberia                          | Patrice Juah            | 21 ans | 1,73 m      | Monrovia               | Afrique          |
| Macédoine du Nord                | Marija Vegova           | 18 ans | 1,81 m      | Guevgueliya            | Europe du Sud    |
| Malaisie                         | Adeline Wan Ling Choo   | 23 ans | 1,70 m      | Pontian                | Asie-Pacifique   |
| Malte                            | Solange Mifsud          | 22 ans | 1,77 m      | Zabbar                 | Europe du Sud    |
| Martinique                       | Stephanie Colosse       | 19 ans | 1,71 m      | Fort-de-France         | Caraïbes         |
| Maurice                          | Vanesha Seetohul        | 22 ans | 1,74 m      | Quarte-Bornes          | Afrique          |
| Mexique                          | Karla Jimenez           | 23 ans | 1,70 m      | Puebla                 | Amérique         |
| Moldavie                         | Alexandra Demciuk       | 17 ans | 1,76 m      | Chișinău               | Europe du Sud    |
| Mongolie                         | Selenge Erdene-Ochir    | 19 ans | 1,80 m      | Oulan-Bator            | Asie-Pacifique   |
| Monténégro                       | Ivana Knežević          | 17 ans | 1,84 m      | Bar                    | Europe du Sud    |
| Namibie                          | Anna Nashandi           | 22 ans | 1,78 m      | Windhoek               | Afrique          |
| Nigeria                          | Abiola Bashorun         | 18 ans | 1,80 m      | Lagos                  | Afrique          |
| Norvège                          | Tonje Skjaervik         | 18 ans | 1,76 m      | Stokkøya               | Europe du Nord   |
| Panama                           | Giselle Bissot          | 23 ans | 1,73 m      | Panama                 | Amérique         |
| Pays-Bas                         | Sheryl Baas             | 22 ans | 1,74 m      | Capelle aan den IJssel | Europe du Nord   |
| Pays de Galles                   | Sarah Fleming           | 17 ans | 1,73 m      | Brecon                 | Europe du Nord   |
| Pérou                            | Silvia Cornejo          | 19 ans | 1,80 m      | Trujillo               | Amérique         |
| Philippines                      | Anna Maris Igpit        | 19 ans | 1,68 m      | Cebu                   | Asie-Pacifique   |
| Pologne                          | Marzena Cieslik         | 25 ans | 1,76 m      | Wolin                  | Europe du Nord   |
| Porto Rico                       | Thebyam Carrion         | 23 ans | 1,74 m      | Arecibo                | Caraïbes         |
| Portugal                         | Sara Almeida            | 19 ans | 1,73 m      | São João da Madeira    | Europe du Sud    |
| République démocratique du Congo | Diane Mwinga            | 23 ans | 1,74 m      | Lubumbashi             | Afrique          |
| République dominicaine           | Paola Torres            | 21 ans | 1,73 m      | Santiago               | Caraïbes         |
| Tchéquie                         | Taťána Kuchařová        | 18 ans | 1,77 m      | Opočno                 | Europe du Nord   |
| Roumanie                         | Ioana Boitor            | 17 ans | 1,78 m      | Satu Mare              | Europe du Sud    |
| Russie                           | Aleksandra Mazur        | 19 ans | 1,76 m      | Moscou                 | Europe du Nord   |
| Sainte-Lucie                     | Tamalisa Baptiste       | 20 ans | 1,75 m      | Castries               | Caraïbes         |
| Salvador                         | Tatiana Romero          | 20 ans | 1,75 m      | San Salvador           | Amérique         |
| Serbie                           | Vedrana Grbovic         | 18 ans | 1,75 m      | Belgrade               | Europe du Sud    |
| Singapour                        | Colleen Pereira         | 24 ans | 1,73 m      | Singapour              | Asie-Pacifique   |
| Slovaquie                        | Magdalena Sebestova     | 20 ans | 1,71 m      | Senica                 | Europe du Sud    |
| Slovénie                         | Iris Mulej              | 25 ans | 1,73 m      | Ljubljana              | Europe du Sud    |
| Sri Lanka                        | Rapthi Kerkoven         | 18 ans | 1,75 m      | Colombo                | Asie-Pacifique   |
| Suède                            | Cathrin Skog            | 19 ans | 1,71 m      | Nälden                 | Europe du Nord   |
| Tahiti                           | Vainui Simon            | 20 ans | 1,77 m      | Papeete                | Asie-Pacifique   |
| Tanzanie                         | Wema Isaac Sepetu       | 18 ans | 1,71 m      | Dar Es Salaam          | Afrique          |
| Thaïlande                        | Melisa Mahapol          | 23 ans | 1,68 m      | Bangkok                | Asie-Pacifique   |
| Trinité-et-Tobago                | Tineke De Freitas       | 20 ans | 1,74 m      | Westmoorings           | Caraïbes         |
| Turquie                          | Merve Büyüksaraç        | 18 ans | 1,74 m      | Ankara                 | Europe du Sud    |
| Ukraine                          | Olga Shilovanova        | 19 ans | 1,76 m      | Kharkov                | Europe du Nord   |
| Hongrie                          | Renata Toth             | 21 ans | 1,74 m      | Budapest               | Europe du Sud    |
| Uruguay                          | Marlene Politi          | 20 ans | 1,75 m      | San Jacinto            | Amérique         |
| Venezuela                        | Federica Guzman         | 24 ans | 1,77 m      | Caracas                | Amérique         |
| Viêt Nam                         | Mai Phương Thúy         | 18 ans | 1,79 m      | Hanoï                  | Asie-Pacifique   |
| Zambie                           | Katanekwa Matundwelo    | 25 ans | 1,70 m      | Senanga                | Afrique          |
| Zimbabwe                         | Lorraine Maphala        | 21 ans | 1,72 m      | Bulawayo               | Afrique          |

## Organisation de l'élection

### Choix du lieu de l'élection
L'Organisation Miss Monde annonce le 19 janvier 2006 que la Pologne était éligible pour accueillir l'élection. Elle en profite par la même occasion pour dévoiler que l'élection se tiendra à Varsovie le 30 septembre 2006. L'accord de coopération avec l'Organisation Miss Monde a été signé au même mois au château royal de Varsovie. 
Cette idée d'une éventuelle élection en Pologne a été initié par Elżbieta Wierzbicka, présidente de Miss Pologne. 
Plusieurs villes ont été proposées pour organiser l'élection tels que Cracovie, Gdansk, Wroclaw et Malbork. Seulement, Varsovie restait la seule ville disposée à accueillir l'élection grâce à ses installations commerciales et hôtelières et à son financement au projet. Il a été décidé que les autres villes auraient la possibilité d'accueillir les candidates lors de visites touristiques.
La Pologne ne s'en cache pas des profits financiers que pourraient lui subvenir l'élection en connaissance notamment de l'augmentation du nombre de visiteurs dans la ville de Sanya, en Chine où le concours a été organisé de 2003 à 2005.

## Déroulement de l'élection

### Finale

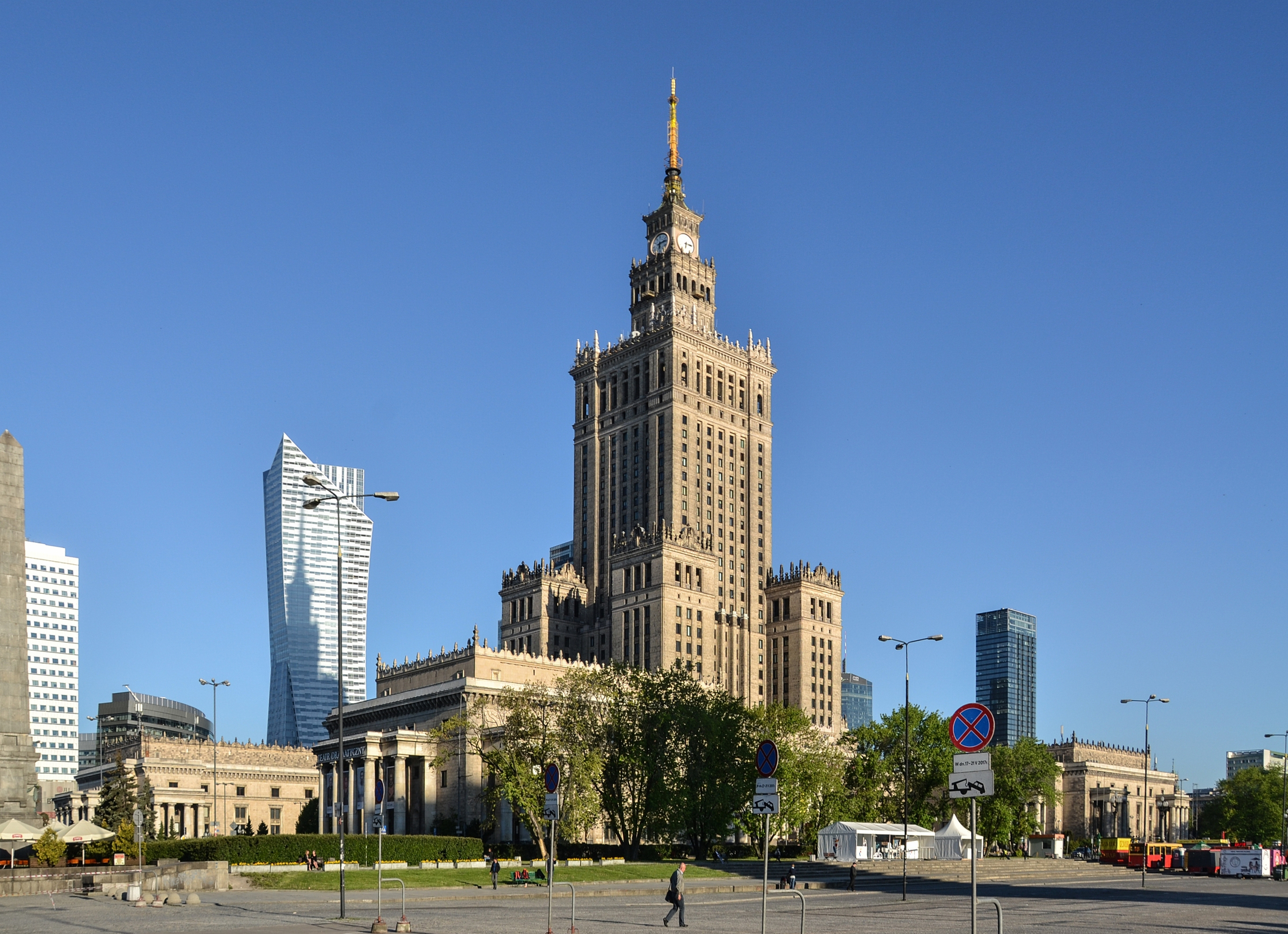
Le Palais de la culture et de la science, lieu de l'élection.

L'élection a été diffusé dans plus de 96 pays en direct du Palais de la Culture et de la Science, à Varsovie, aux Pologne le 30 septembre 2006. 
L'ouverture de la cérémonie commence dès l'arrivée des trois présentateurs Tim Vincent, Angela Chow et Grażyna Torbicka. 
Après un défilé en maillot de bain, Tim Vincent annonce les dix-sept demi-finalistes choisies par le jury et le public venant des groupes d'Asie-Pacifique, d'Europe du Nord, d'Europe du Sud, des Caraïbes, d'Afrique et d'Amérique.
On annonce ensuite Federica Guzmán du Venezuela, Malgosia Majewska du Canada comme Miss Sports, Catherine Milligan d'Irlande du Nord comme Miss Talent et Lamisi Mbillah du Ghana comme Beauty with a Purpose.
Tim Vincent annonce les noms des 6 finalistes. Elle reçoive le titre de reine du continent que leur pays qu'elle représente appartient. 
Le groupe irlandais Westlife chante The Rose, une reprise de la chanteuse américaine Bette Midler. 
À la fin, l'Australie se place en 3e place, la Roumanie en 2e place et la République tchèque remporte sa première couronne grâce à sa représentante, Taťána Kuchařová. Au moment du couronnement de cette dernière, Robin Gibb du groupe Bee Gees interprète Jive Talkin', un des titres phares de son groupe.

### Prix attribués
- Beauty with a Purpose: Lamisi Mbillah ( Ghana)

### Best World Dress Designer
- Gagnante : Ivana Ergić ( Croatie)
- 1re dauphine: Sheryl Baas ( Pays-Bas)
- 2e dauphine: Natasha Suri ( Inde)
- 3e dauphine: Khadijah Kiptoo ( Kenya)
- 4e dauphine: Sarah Morrissey ( Irlande)
- Top 20: Stiviandra Oliveira ( Angola), Shanandoa Wijshijer ( Aruba), Latoya McDowald ( Barbade), Duo Liu ( Chine), Elizabeth Loaiza ( Colombie), Brooke Angus ( États-Unis), Paola Torres ( République dominicaine), Elizaveta Migatcheva ( Italie), Annabella Hilal ( Liban), Vanesha Seetohul ( Maurice), Marzena Cieślik ( Pologne), Taťána Kuchařová ( République tchèque), Ioana Boitor ( Roumanie), Federica Guzmán ( Venezuela), Mai Phương Thúy ( Viêt Nam)

## Challenge Events

### Miss Beach Beauty
Le concours Beach Beauty a été prévu le 7 septembre dans la ville de Gdynia. 
- Gagnante: Federica Guzmán ( Venezuela)
- 1re dauphine: Taťána Kuchařová ( République tchèque)
- 2e dauphine: Natasha Suri ( Inde)
- 3e dauphine: Stiviandra Oliveira ( Angola)
- 2e dauphine: Colleen Pereira ( Singapour)
- Top 10: Latoya McDowald ( Barbade), Nicola McLean ( Écosse), Inmaculada Torres ( Espagne), Marzena Cieślik ( Pologne), Ioana Boitor ( Roumanie)
- Top 25: Ana María Ortiz ( Bolivie), Azra Gazdić ( Bosnie-Herzégovine), Jane Borges ( Brésil), Malgosia Majewska ( Canada), Elizabeth Loaiza ( Colombie), Nino Kalandadze ( Géorgie), Sarah Morrissey ( Irlande), Elizaveta Migatcheva ( Italie), Sara Lawrence ( Jamaïque), Abiola Bashorun ( Nigeria), Gisselle Bissot ( Panama), Anna Maris Igpit ( Philippines), Thebyam Carrión ( Porto Rico), Iris Mulej ( Slovénie), Cathrin Skoog ( Suède),

### Miss Sports
Miss Sport a eu lieu le 12 septembre dans la ville de Giżycko.
- Gagnante: Malgosia Majewska ( Canada)
- 1re dauphine: Thebyam Carrión ( Porto Rico)
- 2e dauphine: Liga Meinarte ( Lettonie)
- Top 24: Nokuthula Sithole ( Afrique du Sud), Lorato Tebogo ( Botswana), Sharon Park ( Corée), Brooke Angus ( États-Unis), Jenniina Tuokko ( Finlande), Jackelinne Piccinini ( Guatemala), Renata Toth ( Hongrie), Ambuyah Ebanks ( Îles Caïmans), Kristania Virginia Besouw ( Indonésie), Elizaveta Migatcheva ( Italie), Kazuha Kondo ( Japon), Sabina Tchoukaïeva ( Kazakhstan), Stéphanie Colosse ( Martinique), Karla Jiménez ( Mexique), Selenge Erdene-Ochir ( Mongolie), Ivana Knežević ( Monténégro), Anna Nashandi ( Namibie), Alexandra Mazour ( Russie), Magdalena Sebestova ( Slovaquie), Tineke de Freitas ( Trinité-et-Tobago), Katanekwa Matundwelo ( Zambie)

### Miss Talent
Miss Talent s'est déroulé le 20 septembre à Wrocław.
- Gagnante: Catherine Jean Milligan ( Irlande du Nord)
- 1re dauphine: Elizaveta Migatcheva ( Italie)
- 2e dauphine: Lorraine Maphala ( Zimbabwe)
- 3e dauphine: Leisi Poldsam ( Estonie)
- 4e dauphine: Selenge Erdene-Ochir ( Mongolie)
- Top 10: Latoya McDowald ( Barbade), Ivana Ergić ( Croatie), Natasha Suri ( Inde), Patrice Juah ( Liberia), Sara Almeida ( Portugal)

## Observations